# میکا بوید
میکا بوید (انگلیسی: Micah Boyd؛ زادهٔ april ۶, ۱۹۸۲ (۴۲ سال)) ورزشکار روئینگ اهل ایالات متحده آمریکا است.
وی در مسابقات کشوری و بین‌المللی در مجموع برندهٔ ۲ مدال برنز شده‌است.